# Infinitum – Die Ewigkeit der Sterne
Infinitum – Die Ewigkeit der Sterne (Originaltitel: To Sleep in a Sea of Stars) ist ein Science-Fiction Roman des amerikanischen Autors Christopher Paolini aus dem Jahr 2020, der vom Macmillan Publisher Verlag veröffentlicht wurde. In der Handlung geht es um eine Forscherin, die eine Verbindung mit einem außerirdischen Objekt eingeht und dadurch in einen galaktischen Krieg gerät. Im Oktober 2020 wurde bekannt, dass der Roman verfilmt werden soll.

## Handlung
Die Xenobiologin Kira Navárez ist Teil einer Erkundungsmission für einen Planeten im Sigma-Draconis-System im Jahr 2257. Dort trifft sie auf die Soft Blade, eine uralte Nanotechnologie, die von fortgeschrittenen, ausgestorbenen Wesen, den sogenannten Verschwundenen, entwickelt wurde. Dieser auch als Xeno bezeichnete Suit verbindet sich untrennbar mit ihr. In der Forschungsbasis glaubt die Soft Blade, sie sei in Gefahr und stößt Ranken aus, die alle um sie herum angreift und einige tötet, auch ihren Verlobten. Sie wird in militärische Quarantäne gebracht, wo ein Arzt, Carr, an der Soft Blade experimentiert und sie und Kira mit Laserstrahlen beschießt. Die Experimente werden durch einen Angriff der Jellys unterbrochen, Außerirdische, die die Verschwundenen verehren und die Soft Blade im Reliquienschrein versteckt hatten. Sie nennen sich selbst Wranaui. Kira entkommt und verursacht versehentlich eine Explosion, die ein beschädigtes Stück der Soft Blade sowohl mit Carr als auch mit einem der Wranaui verbindet. Dadurch entsteht ein bösartiges, korrumpiertes Wesen, das sich Schlund nennt und durch den Weltraum schwebt, um zu wachsen und sich auszubreiten. Schließlich findet es einen Planeten und beginnt, dessen Masse in interstellare Schiffe mit verdorbenen Kriegern umzuwandeln. Dies erfahren sowohl Kira als auch der Leser erst im späteren Verlauf der Handlung.
Kira flieht nach 61 Cygni und in der Zeit ihres langen Fluges haben die Wranaui einen Krieg mit der Menschheit begonnen. Am Zielort wird sie von der Wallfish, einem Schmugglerschiff, gerettet. Sie überredet die Besatzung des Schiffes, ihr zu helfen, ein Wranaui-Schiff zu entern, da sie die Soft Blade benutzen will, um eine diplomatische Botschaft an die Wranaui zu senden. Es gelingt ihnen, ein untaugliches angreifendes Schiff zu entern, aber es kann nur den Standort der Soft Blade übermitteln, was eine große Anzahl von Wranaui und Verdorbenen (Auswüchse des Schlundes) in das System lockt. Der Xeno zeigt ihr die Erinnerungen an ein verschwundenes Relikt, den blauen Stab, mit dem sie die Verdorbenen auslöschen und die Menschheit vor den Wranaui schützen könnte.
Die Wallfish und ein Militärkreuzer reisen zu dem verschwundenen Planeten, auf dem sich der Stab des Blauen befindet, aber sie finden ihn irreparabel zerstört vor. Sie werden von den Wranaui und den Verdorbenen angegriffen, die sie dorthin verfolgt hatten, aber sie werden von dem Knoten der Geister, einer rebellischen Fraktion innerhalb der Wranaui, gerettet. Der Knoten hat vom Erwachen der Soft Blade erfahren und will sich mit der Menschheit gegen die Verdorbenen verbünden. Er hat den Plan, ein menschliches Kriegsschiff zu benutzen, um den derzeitigen Anführer der Wranaui, Ctein, zu töten, einen Tyrannen, der die Wranaui genetisch so verändert hat, dass sie ihn nicht direkt töten können.
Die Wallfish reist nach Sol, um die Erde über das Angebot des Knotens zu informieren, aber das Militär hält Kira und die Wallfish-Besatzung fest und schickt eine Flotte unter dem Kommando von Admiral Klein, um den Knoten an seinem Treffpunkt auf Befehl des Erd-Premierministers anzugreifen. Kira und die Wallfish-Besatzung entkommen während eines Angriffs der Verdorbenen und brechen auf, um den Knoten zu warnen und die Chance auf ein Bündnis zu wahren. Es gelingt ihnen und sie reisen mit dem Knoten zu Admiral Kleins Flotte, die sich auf einen letzten Schlag gegen die Flotte der Jellys vorbereitet.
Kira und die Wallfish-Besatzung entern in der Schlacht das Schiff des Ctein. Auf dem Weg zu dem Raum, in dem sich Ctein aufhält, wird fast die gesamte Crew der Wallfish entweder verwundet oder getötet. Nach einem Kampf auf der Außenhülle des Schiffes tötet Kira Ctein und der Knoten übernimmt die Kontrolle über die Wranaui. Dann verbünden sich menschliche Flotte und Wranaui gegen den Schlund, der im System angekommen ist. Kira versucht, den Schlund mit einer nuklearen Explosion zu töten. Stattdessen verschmilzt die Soft Blade mit dem Schlund. Kira nutzt ihre Macht in der neuen Verschmelzung, um den Schlund zu vernichten und wird zu einem Wesen, das gleichzeitig Kira, Carr und der Wranaui ist. Dann verwandelt sie die Masse des Schlundes in eine Raumstation, die Unity, die als Botschaft zwischen der Menschheit und den Wranaui dienen soll. Kira denkt, die Gefahr sei nun gebannt, erfährt jedoch, dass der Schlund sieben Replikate von sich selbst erschaffen und im All verteilt hat. Sie beschließt, dass sie diese sieben Schlunde suchen und die von ihnen ausgehende Gefahr neutralisieren muss. Mit Kiras Aufbruch endet das Buch.

## Rezeption
Das Buch wurde von Nerd Daily für seine ausführliche Welt gelobt. Das Pacing wurde zugleich als Stärke und Schwäche bezeichnet, da es sich an vielen Stellen zieht, jedoch in den wichtigen spannende Wendungen hervorbringt.
In Book Walk wurde kritisiert, dass zwar die Welt ausführlich und detailverliebt ist, allerdings die Protagonisten recht oberflächlich beschrieben bleiben.
Für Wolfgang Schütz von der Augsburger Allgemeinen war das Buch eine Aneinanderreihung von Sci-Fi Klischees.
Das Buch erhielt den Goodreads Choice Award 2020 in der Kategorie Science Fiction.

## Ausgaben
Originalausgabe
- Christopher Paolini: To Sleep in a Sea of Stars. Macmillan Publishers, 2020, ISBN 978-1-250-76284-9

Deutsche Ausgabe
- Christopher Paolini: Infinitum – Die Ewigkeit der Sterne. Droemer Knaur, München 2020, ISBN 978-3-426-22736-7

Deutsche Hörbuchausgabe
- Infinitum – Die Ewigkeit der Sterne. 3 MP3 CDs, gelesen von Simon Jäger, Argon Verlag, Berlin 2020, ISBN 978-3-839-81841-1